# Catherine Ndereba
Catherine Nyambura Ndereba (ur. 21 lipca 1972 w Nairobi) – kenijska lekkoatletka, specjalistka maratonu, srebrna medalistka olimpijska z Aten i Pekinu, 2-krotna mistrzyni świata (2003, 2007) oraz wicemistrzyni świata z 2005. Brązowa medalistka MŚ w półmaratonie (1999). Czterokrotnie wygrała maraton w Bostonie (2000, 2001, 2004, 2005) oraz dwukrotnie w Chicago (2000, 2001). W Bostonie w 2000 roku osiągnęła swój najlepszy wynik w maratonie - 2:18.47.